# Holenlawaaimaker
De holenlawaaimaker (Xenocopsychus ansorgei; synoniem: Cossypha ansorgei) is een zangvogel uit de familie Muscicapidae (vliegenvangers).

## Taxonomie
De vogel werd in 1907 geldig beschreven door Ernst Hartert in het monotypische geslacht Xenocopsychus. De soortnaam is een eerbetoon aan W.J. Ansorge uit wiens collectie de vogel afkomstig was. Op grond van in 2010 gepubliceerd DNA-onderzoek  werd de vogel tussen 2010 en 2022 geplaatst in het geslacht Cossypha. Deze plaatsing bleek aanvechtbaar en daarom staat de soort weer in het geslacht Xenocopsychus.

## Verspreiding en leefgebied
Deze soort is endemisch in westelijk Angola. Het leefgebied bestaat uit berghellingen op 690 tot 2200 m boven zeeniveau met rotsige ondergrond, rotsspleten afgewisseld met schraal grasland en wat natuurlijk bos in de nabijheid.

## Status
De grootte van de populatie is niet gekwantificeerd. Het leefgebied wordt niet zo sterk aangetast als aanvankelijk gedacht, om deze reden staat deze soort sinds 2014 als niet bedreigd op de Rode Lijst van de IUCN.